# 沃克寧湖
54°00′42″N 14°03′56″E / 54.01166°N 14.065523°E

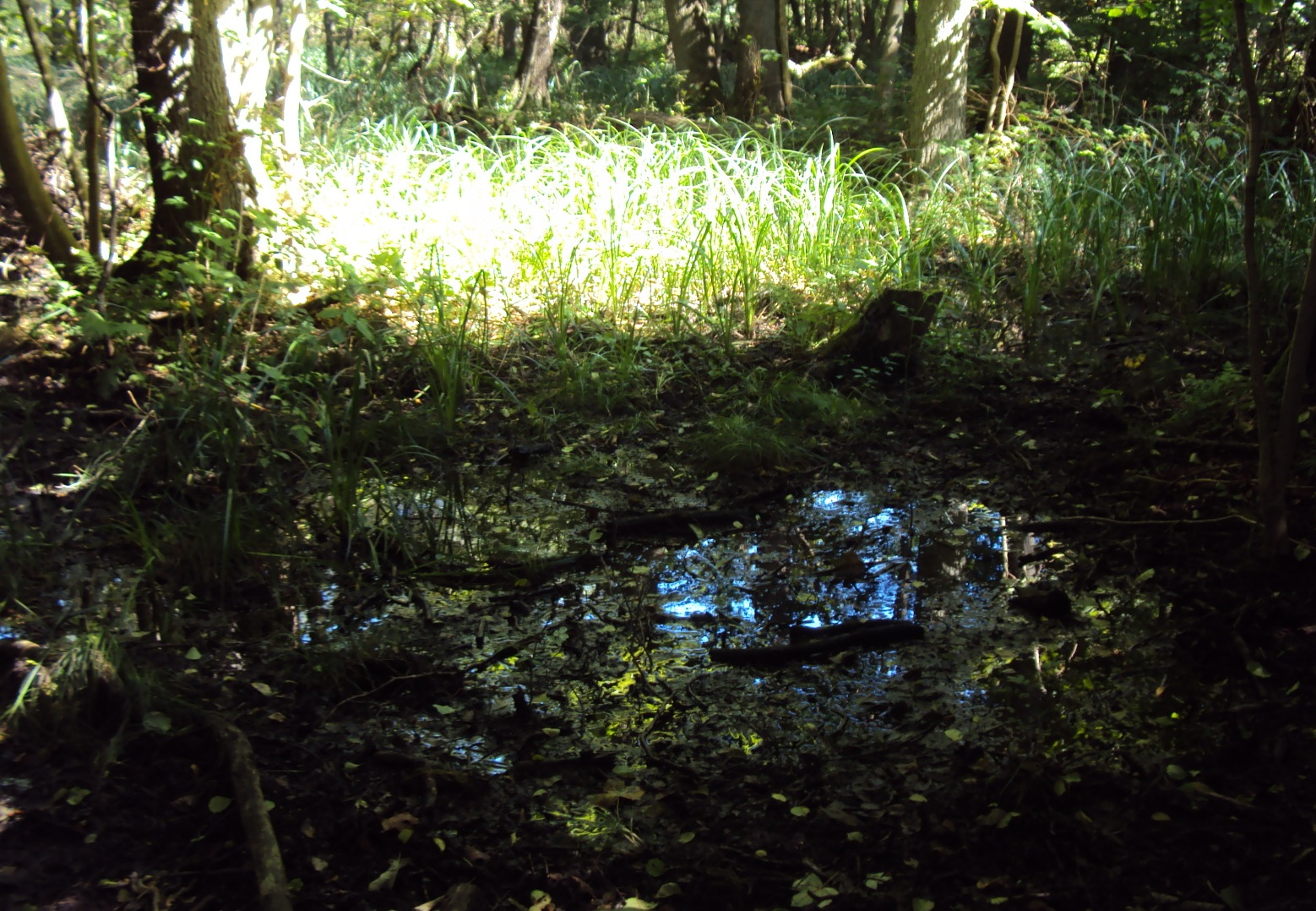

沃克寧湖（德語：Wockninsee），是德國的湖泊，位於該國東北部梅克倫堡-前波美拉尼亞州，由前波美拉尼亞-格賴夫斯瓦爾德縣負責管轄，面積0.5平方公里，海拔高度0.2米，平均水深1米，最大水深2米。